# جربیل گرم‌دشت
جربیل گرم‌دشت (نام علمی: Gerbilliscus validus) نام یک گونه از سرده جربیل‌های پابرهنه است.
این گونه از موش‌های صحرایی در آنگولا، بوروندی، جمهوری دموکراتیک کنگو، اتیوپی، کنیا، مالی، رواندا، سودان، تانزانیا، اوگاندا، زامبیا و زیمبابوه یافت می‌شود. زیستگاه طبیعی آن گرم‌دشت خشک، گرم‌شدت مرطوب و زمین‌های آبیاری‌شده است.